# Karel Průcha
Karel Průcha (23 agosto 1914 – 21 agosto 1981) è stato un calciatore cecoslovacco.

## Palmarès

### Club

#### Competizioni nazionali
- Campionato cecoslovacco: 2

Slavia Praga: 1936-1937, 1939-1940

#### Competizioni internazionali
- Coppa dell'Europa Centrale: 1

Slavia Praga: 1938